# San Marco in Lamis
San Marco in Lamis es una localidad, ciudad y comune italiana de la provincia de Foggia, región de Apulia, con 14.592 habitantes.

## Evolución demográfica
| Gráfica de evolución demográfica de San Marco in Lamis entre 1861 y 2001 |
|                                                                          |
| Fuente ISTAT - elaboración gráfica de Wikipedia                          |